# نصير مزراوي
نُصير مزراوي (ولد في يوم 14 نوفمبر 1997) في بلدة لايدردورب، هو لاعب كرة قدم مغربي، يلعب في مركز الظهير الأيمن، يلعب حالياً مع نادي مانشستر يونايتد الإنجليزي والمنتخب المغربي.

## مسيرته الكروية

### نادي أياكس أمستردام للشباب
وُلد نصير مزراوي، في ليدن غرب هولندا لأبوين مغربيين من منطقة بن حسن في تطوان، وهي مدينة تقع شمال المغرب. نشأ في مدينة ألفين سور لو رين على بعد بضعة كيلومترات من لاهاي. غادر والده مصطفى مزراوي المغرب في الثمانينيات إلى هولندا، له أخ وأخت. ولديه جنسيتين هولندية ومغربية.
تدرب في أياكس أمستردام، وقضى موسمين مع نادي أياكس للشباب قبل أن ينضم إلى الفريق الأول الذي يدربه إريك تن هاغ في نهاية موسم 2017-2018.

### أياكس أمستردام
كونه اللاعب الوحيد الذي لم يتلق عقدًا منذ بداية الموسم، قرر نصير مغادرة النادي في نهاية موسم 2016-17. لكن عند وصول مايكل رايزيغير على رأس نادي شباب أياكس في وقت مبكر من موسم 2017-18، قرر المدرب استخدام مزراوي كلاعب رئيسي في فريق أمستردام. ليتلقى مزراوي عقده الأول مع نادي أياكس أمستردام ويبدأ أول ظهور رسمي له مع الفريق إلى جانب زملائه مثل عبد الحق نوري ودوني فان دي بيك.

### بايرن ميونخ
انتقل اللاعب إلى بايرن ميونخ الألماني صيف 2022 قادمًا من أياكس الهولندي في صفقة مجانية؛ لكنه كافح بوضوح من أجل حجز مقعد أساسي في التشكيلة، ولعبت الإصابات دورًا في انحسار مشاركاته، حيث لعب 55 مباراة فقط خلال موسميه.

## مسيرته الدولية

### المنتخب المغربي
لعب نصير المزراوي للمنتخب اقل من 20 سنة قبل أن تتم المناداة عليه في قائمة الاحتياط للعب رفقة المنتخب المغربي الأول من طرف المدرب الفرنسي هيرفي رونار وبالتالي المشاركة في نهائيات كأس العالم 2018.
في 10 نوفمبر 2022، تم اختياره في قائمة المنتخب المغربي المكونة من 26 لاعبا لكأس العالم 2022 في قطر.

## الإنجازات

### النادي
شباب أياكس
- الدوري الهولندي الدرجة الأولى (1): 2017–18

 أياكس
- الدوري الهولندي الممتاز (3): 2018–19، 2020–21، 2021–22.
- كأس هولندا (2): 2018–19، 2020–21
- كأس السوبر الهولندي (1): 2019

 بايرن ميونخ
- الدوري الألماني (1): 2022–23
- كأس السوبر الألماني (1): 2022

### فردية
- الدوري الهولندي موهبة الشهر: نوفمبر 2018[6]
- أفضل لاعب شاب في نادي أياكس : 2018–19[7]
- جائزة هدف الموسم في نادي أياكس: 2021–22[8]
- تشكيلة الموسم في الدوري الهولندي: 2021–22[9]

## روابط خارجية
- نصير مزراوي على موقع الاتحاد الأوربي (الإنجليزية)
- نصير مزراوي على موقع إي إس بي إن إف سي (الإنجليزية)
- نصير مزراوي على موقع قاعدة بيانات كرة القدم.إي يو (الإنجليزية)
- نصير مزراوي على موقع ليكيب (الفرنسية)
- نصير مزراوي على موقع ناشيونال فوتبول تيمز (الإنجليزية)
- نصير مزراوي على موقع Soccerbase.com (لاعب) (الإنجليزية)
- نصير مزراوي على موقع Soccerway.com (الإنجليزية)
- نصير مزراوي على موقع عالم كرة القدم.نت (الإنجليزية)
- نصير مزراوي على موقع كووورة
- نصير مزراوي على موقع AS.com (الإسبانية)